# Petar Muslim
Petar Muslim, född 26 mars 1988 i Split, är en kroatisk vattenpolospelare. Han ingick i Kroatiens landslag vid olympiska sommarspelen 2012.
Muslim tog OS-guld i herrarnas vattenpoloturnering i London. Hans målsaldo i turneringen var två mål. EM-guld blev det 2010 på hemmaplan i Zagreb.